# Zeuxia antoniae
Zeuxia antoniae là một loài ruồi trong họ Tachinidae.